# 高入道

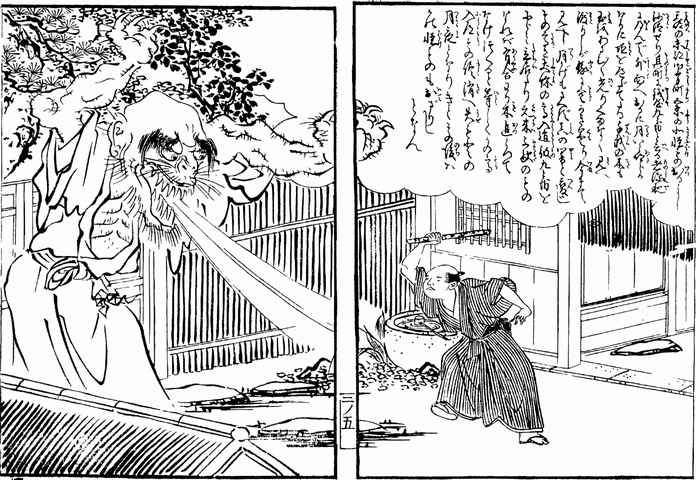
速水春暁斎・画『絵本小夜時雨』巻二より「御幸町の怪異」の題で描かれた高入道

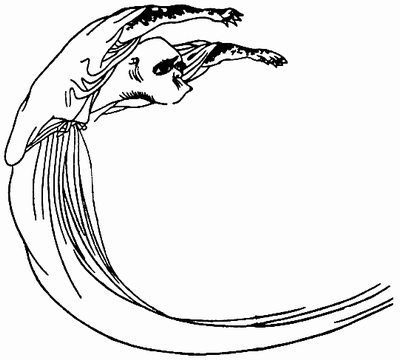
『怪談旅之曙』より「すっぽんの化けもの」

高入道（たかにゅうどう）は、主に四国や近畿地方に伝わる妖怪。

## 概要
徳島県山城谷村（現・三好市）や香川県大川郡長尾町名和（現・さぬき市）、および兵庫県西宮市今津に主に伝わっている。大阪市には明治15年頃まで出没したといい、知らぬ者はいないほどだったという。
兵庫では、酒造の狭い路地に現れたという。人前に不意に現れて、思わず見上げた人の目の前で、背がどんどん高くなり、天に達するほどの巨人となるものとされる。同様の特徴を持つ見越入道に類する妖怪であり、似た名前の高坊主と同一の妖怪との説もある。
これに遭遇した際は、兵庫では物差しを持って来て1尺（約30センチメートル）、2尺、3尺と身長を測ると消えるという。香川県の名和では、上を見上げずに「負けた、見越した」と唱えてお辞儀をすると消えるといい、徳島県でも同様に「見越した、見越した」と唱えると消えるといわれる。
江戸時代の古書『絵本小夜時雨』にある話「御幸町の怪異」によれば、天明時代末期、京都に御幸町に身長約1丈（約3メートル）の高入道が現れ、これに出遭った人が無我夢中で木片を投げつけると姿を消したという。
正体は、兵庫ではタヌキやキツネが化けたものともいわれるほか、香川ではカワウソ、または人間の肩にとまったタヌキの仕業とされる。徳島県では、高洲の隠元（たかすのいんげん）という名のタヌキが高入道に化けて人に相撲を挑んだという。特に漁師との相撲に勝てば大漁を約束し、負ければ不漁になるので、漁師は機嫌をとっていつも相撲にわざと負けていたという。現在では徳島市沖洲町の高洲堤防上にある祠に隠元大明神として祀られている。また古書『怪談旅之曙』によれば、ある百姓がスッポンを売って生活していたところ、執念深いスッポンの怨霊が身長十丈の高入道となって現れたという（スッポン#伝承も参照）。